# Leknínec hrozivý

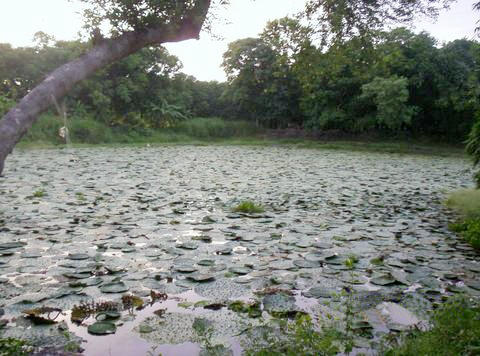
Plantáž leknínce v severní Indii

Leknínec hrozivý (Euryale ferox) je rostlina z čeledi leknínovité (Nymphaeaceae), jediný zástupce rodu leknínec. Je to mohutná, leknínům podobná bylina s ostnitými plovoucími listy a bílými až fialovými květy. Pochází z Asie, kde je také pěstována pro škrobnatá semena.

## Popis
Leknínec hrozivý je jednoletá nebo krátkověká vodní bylina se vzpřímeným krátkým oddenkem, kořenící ve dně. Listy jsou ponořené nebo plovoucí. Dospělé plovoucí listy jsou oválné až kulaté, štítnaté, celokrajné. Na líci jsou zelené, na rubu tmavě purpurové, se silně vyniklou žilnatinou. Na líci i na rubu jsou na primárních žilkách ostny. Listy mají průměr až 130 cm, řidčeji i více. Ponořené listy jsou bez ostnů, střelovité až eliptické, se srdčitou bází a jen 4 až 10 cm dlouhé. Květy mají průměr až 5 cm, jsou jednotlivé, na dlouhém ostnitém stvolu. Květy se otevírají na hladině nebo pod ní. Kalich je vytrvalý, složený ze 4 volných zelených lístků, na vnější straně hustě ostnitý. Korunních lístků je mnoho a postupně přecházejí v tyčinky. Vnější korunní lístky jsou purpurově fialové, vnitřní jsou bílé. Tyčinky vyrůstají na vrcholu semeníku a jsou kratší než okvětí. Semeník je spodní, srostlý ze 7 až 16 plodolistů. Blizny jsou přisedlé a srostlé v bliznový terč na vrcholu semeníku. Plodem je kulovitá, temně purpurová, 5 až 10 cm dlouhá, nepravidelně pukající bobule, na povrchu pokrytá ostny. Semena jsou černá, hladká, 6 až 10 mm dlouhá a mají míšek.

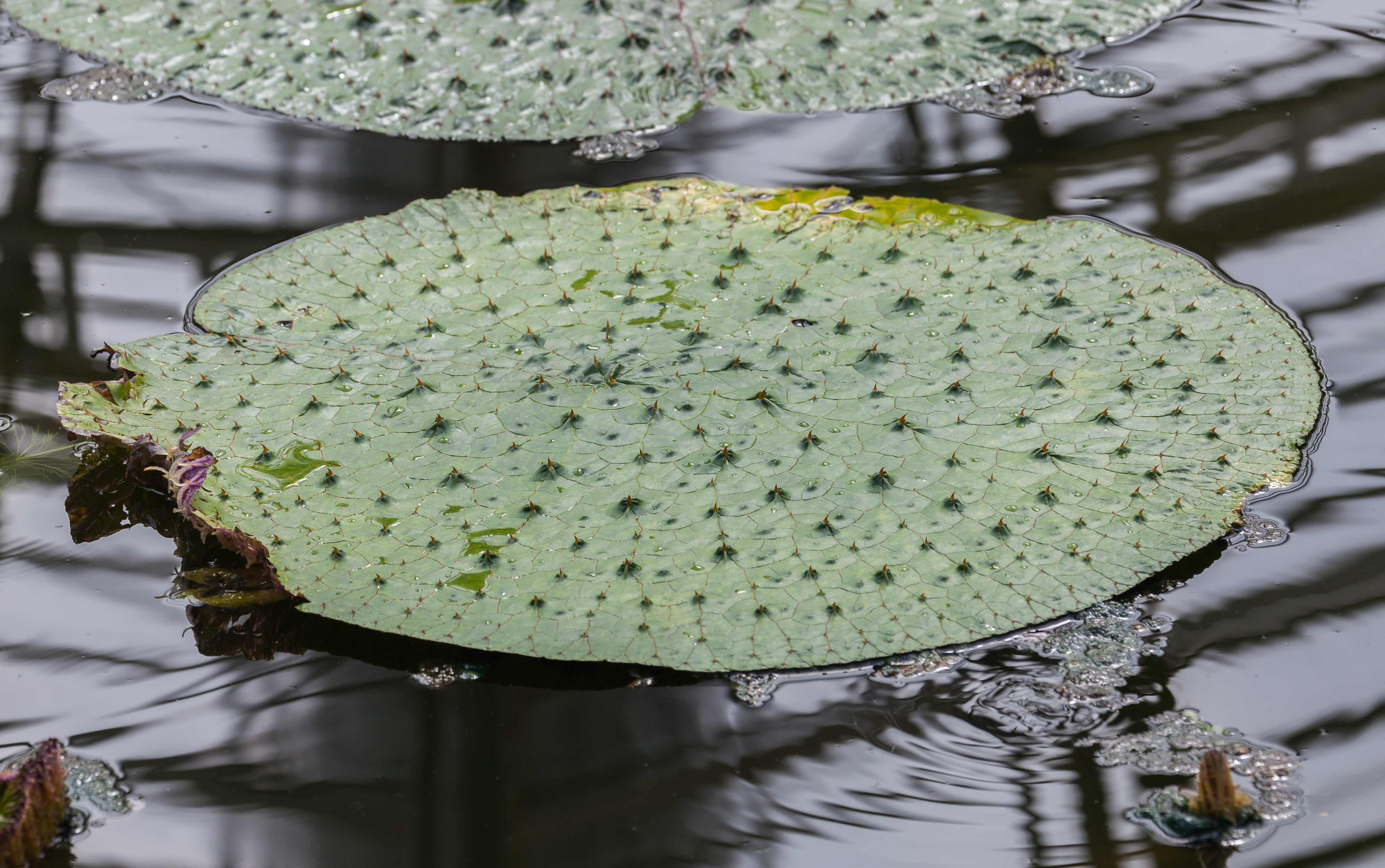
List leknínce hrozivého
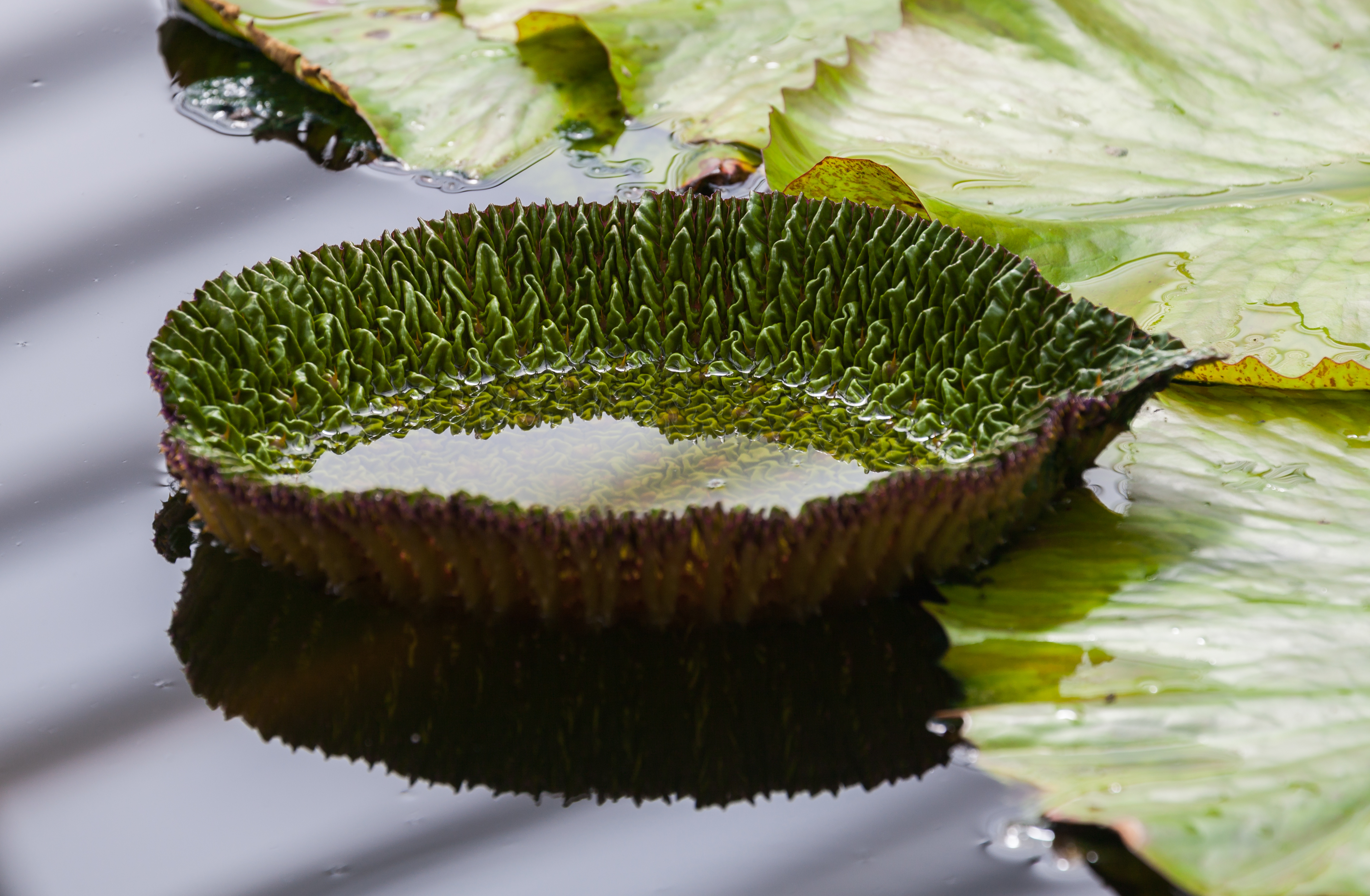
Rozvíjející se list
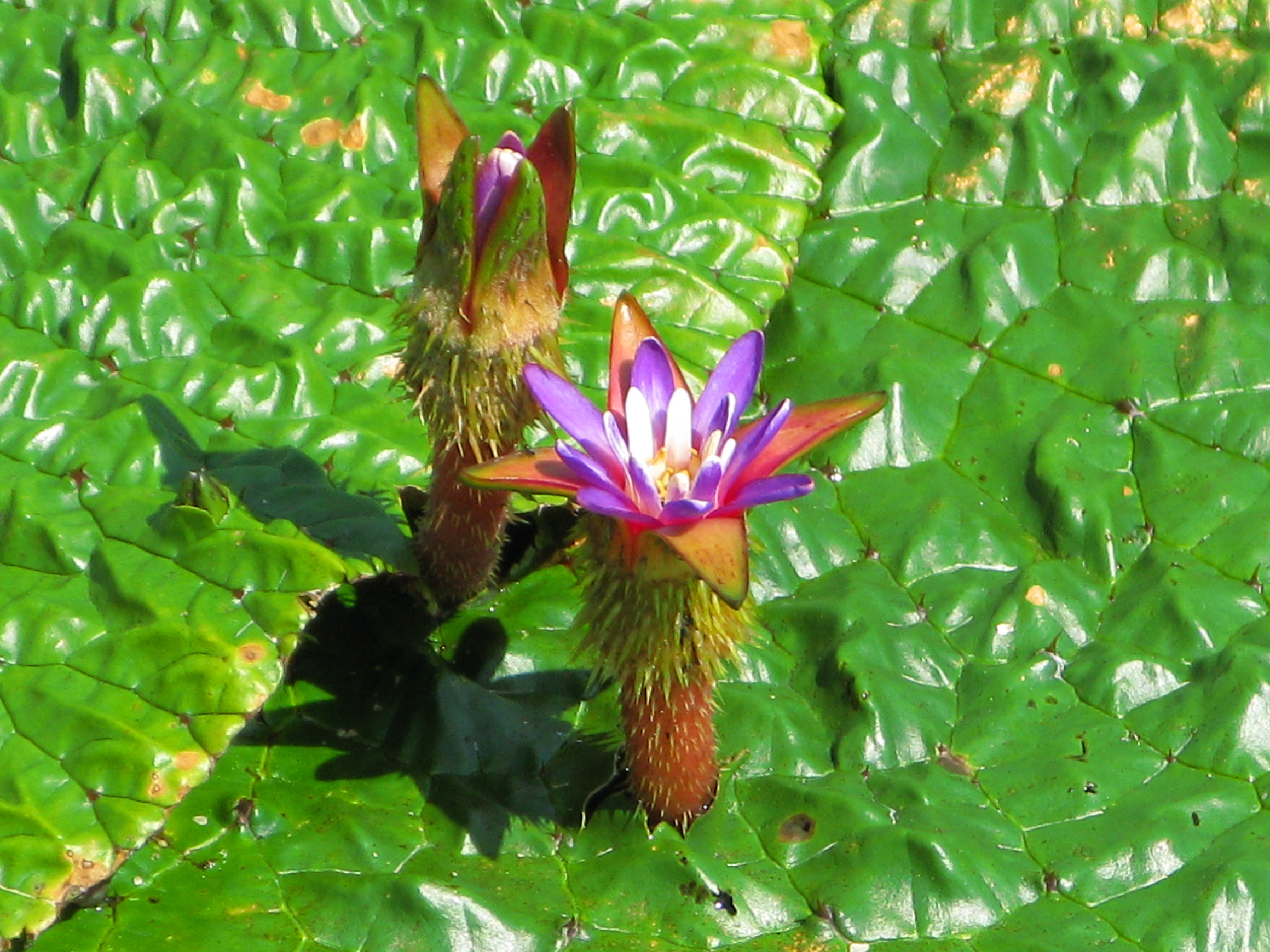
Květy leknínce
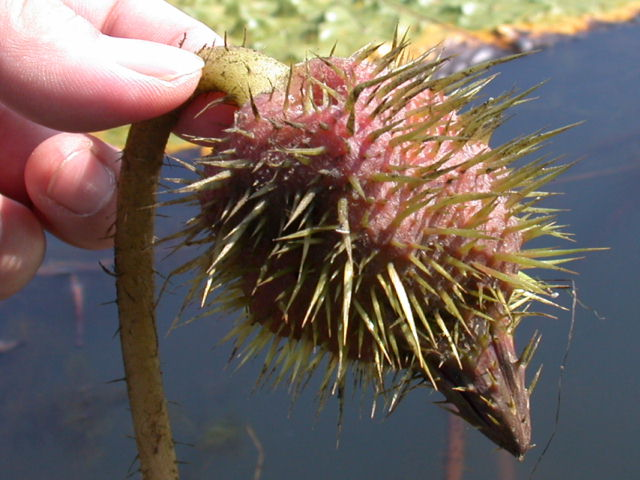
Poupě leknínce

## Rozšíření
Druh je rozšířen v Asii od Indie a Číny po Japonsko, Indočínu (Vietnam, Korea, Myanmar) a ruský Dálný východ. Roste zejména v rybnících a vodních nádržích.

## Význam
Rostlina je v Asii pěstována pro škrobnatá semena, která obsahují asi 76% sacharidů, 10% bílkovin a 0,1% tuku. Semena jsou také využívána v tradiční indické medicíně. Někdy se také pěstuje jako zajímavost ve sklenících botanických zahrad.